# Tiếng Shina
Tiếng Shina (ݜݨیاٗ = ݜݨیاٗ = Šiṇyaá) là một ngôn ngữ của tiểu nhóm Dard, ngữ chi Ấn-Arya được nói bởi người Shina, và một số lượng lớn người dân ở Ladakh, Ấn Độ (Dah Hanu, Dras), cũng như ở Jammu và Kashmir, Ấn Độ, chẳng hạn như ở Gurez..

## Phương ngữ
Ở Ấn Độ, các phương ngữ tiếng Shina gìn giữ cả cụm phụ âm đầu và cuối thừa hưởng từ ngôn ngữ Ấn-Arya cổ (Old Indo-Arya, OIA), trong khi các phương ngữ Shina nói ở Pakistan thì không.
Các phương ngữ của tiếng Shina gồm: Gilgiti (phương ngữ uy tín), Astori, Chilasi Kohaha, Drasi, Gurezi, Jalkoti, Kolai và Palasi. Các ngôn ngữ liên quan được sử dụng bởi người dân tộc Shina là Brokskat (Shina ở Baltistan và Dras), Shina Kohistan, Palula, Savi và Ushojo.

## Chữ viết
Tiếng Shina là một trong số ít các ngôn ngữ Dard có chữ viết truyền thống. Tuy nhiên, nó là một ngôn ngữ nói cho đến vài thập kỷ trước, và vẫn chưa có một phép chính tả chuẩn. Vì những nỗ lực đầu tiên thể hiện chính xác âm vị học tiếng Shina vào những năm 1960, đã có một số chữ viết được đề xuất cho các phương ngữ khác nhau, với các cuộc tranh luận tập trung vào việc nên trình bày độ dài nguyên âm hay thanh điệu. Đối với phương ngôn Drasi được nói ở bang Jammu và Kashmir của Ấn Độ, đã có hai đề án được đề xuất, một là chữ Ba Tư-Ả Rập và hai là chữ Devanagari.
Như vậy, tiếng Shina được viết với một biến thể của bảng chữ cái Urdu. Các chữ cái bổ sung để viết tiếng Shina là: 
- ݜ cho /ʂ/ /ݜَہ/
- ڙ cho /ʐ/ /ڙاڙ/
- څ cho /ts/ /څک/
- ڇ cho /ʈʂ/ /ڇکےٚ/
- ݨ cho /ɳ/ /ہݨےٗ/
- ڱ cho /ŋ/ /کھڱَر/
- ن٘ cho /◌̃/ /نآ/

beyaak 2018